# Впечатление III (Концерт)
«Впечатление III (Концерт)» (нем. Impression III (Konzert)) — абстрактная картина русского художника Василия Кандинского, написанная в 1911 году и хранящаяся в Городской галерее в доме Ленбаха в Мюнхене, Германия.

## История
Кандинский часто писал под хорошую музыку, и именно по этой причине он был владельцем многих своих живописных работ. Его аналогия изобразительного искусства с музыкальной композицией вращалась вокруг фортепиано: глаза были мартеллетами, цвет — клавиатурой, а человеческая душа — струнами инструмента. Точно так же, как музыка, которая не является просто последовательным сочетанием нот, работы великого русского абстракциониста были не просто смесью форм и различных цветов. Это были элементы музыки, тщательно подобранные в пропорции, требуемой максимальным откликом на эстетические и эмоциональные чувства наблюдателя.
Кандинский написал картину под впечатлением от концерта Арнольда Шёнберга, который он услышал в Мюнхене 2 января 1911 года. После этого события у него завязалась переписка с ним, а затем и плодотворное творческое сотрудничество. Позже Кандинский уже сравнивал себя с композиторами и называл написание абстрактных полотен схожим с процессом создания музыкального сочинения, именуя свои основные концептуальные работы «композициями», в отличие от своих меньших «импровизаций».

## Описание
«Впечатление III» — одна из ранних работ Кандинского, выполненная в стиле, который можно охарактеризовать как драматический абстракционизм. Картины, написанные в период с 1910 по 1920 годы, характеризуются сильными и выразительными контурами и насыщенными цветами. В то же время они всё ещё содержат отсылки к фигуре, от которой Кандинский полностью отказался с 1920 года. 
Абстрактное полотно, где доминирующими цветами являются жёлтый, чёрный и белый. В верхней части картины изображен чёрный неправильный треугольник, наклоненный по диагонали вправо. Под ним — жёлтое пятно, занимающее большую часть правой стороны холста и растекающееся к его левому нижнему краю. В центральной части работы и в её левом верхнем углу видны разноцветные пятна и выразительные мазки. Чёрный треугольник в верхней части символизирует фортепиано, на котором играл на концерте Арнольд Шёнберг. Цветные пятна перед ним и слева — слушатели в концертном зале, поднявшие руки в знак восхищения и признания. Левый верхний угол занимает чистая абстракция, которую искусствоведы Хельмут Фридель и Аннегрет Хоберг интерпретируют как поток звука. В своем тексте для каталога выставки в Ленбаххаусе они отметили, что Кандинский специально ассоциировал жёлтый цвет с музыкальными переживаниями. Вопреки своему названию, работа с подзаголовком «Концерт» была первой в серии картин под названием «Впечатление». Абстракция иллюстрирует как визуальный, так и музыкальный опыт. Это не отображение определённого момента концерта, а впечатление от концерта в целом. На это указывает, в частности, нереальная поза пианиста, стоящего спиной к публике. Из переписки, однако, известно, что особенно повлияло на Кандинского исполнение Трёх фортепианных пьес, ор. 11 (см. список произведений Арнольда Шёнберга), в которых Шёнберг полностью порывает с тональностью. В третьей из названных пьес композитор разрушает всю структуру композиции.
В этом движении он позволяет экспрессивным ритмам и аккордам с меняющимся настроением взорваться. В «Впечатлении III» Кандинский впервые перевёл опыт звуков на язык живописи, представив таким образом феномен синестезии. К этой теме он неоднократно обращался в своих последующих работах. В переписке художник описывал свои ассоциации определенных цветов с соответствующими им звуками или тонами.